# Húsar
Húsar este un oraș din Insulele Faroe.